# 457
| 457                |
| ------------------ |
| Dødsfald - Fødsler |
|                    |

| Gregoriansk kalender | 457 CDLVII              |
| Ab urbe condita      | 1210                    |
| Armensk kalender     | I/T                     |
| Kinesiske kalender   | 3153 – 3154 丙申 – 丁酉 |
| Etiopisk kalender    | 449 – 450               |
| Jødisk kalender      | 4217 – 4218             |
| Hindukalendere       |                         |
| - Vikram Samvat      | 512 – 513               |
| - Shaka Samvat       | 379 – 380               |
| - Kali Yuga          | 3558 – 3559             |
| Iransk kalender      | 165 BP – 164 BP         |
| Islamisk kalender    | 170 BH – 169 BH         |

Se også 457 (tal)